# Elizabeth Nord
Elizabeth Nord (1902 – 1986) è stata una sindacalista statunitense. È stata una dei leader del grande sciopero tessile del 1934 e la prima donna a far parte del consiglio esecutivo dell'Unione Lavoratori Tessili d'America.

## Infanzia
Elizabeth Nord nasce nel Lancashire, in Inghilterra il 16 maggio 1902. Il padre, Richard Nord, era un minatore di carbone, e sua madre, Elizabeth Jackson, era una tessitrice. A 14 anni va a lavorare in una fabbrica di seta. Nel 1920 si trasferisce con la famiglia a Rhode Island. Lavora come tessitrice nei mulini di Pawtucket e prosegue con la sua formazione alla scuola serale. Frequenta la Summer School Bryn Mawr per le donne lavoratrici dell'industria nel 1923 e nel 1924 e la scuola Vineyard Shore School per donne lavoratrici nel 1930. Ha anche lavorato come insegnante presso il College Summer School Barnard.

## Carriera
Aderisce all'Unione Lavoratori Tessili d'America nel 1928 Diventa la presidente del sindacato New England Silk and Rayon Workers dei lavoratori della seta e rayon della Nuova Inghilterra ed è una dei leader del grande sciopero tessile del 1934. Continua nell'organizzazione degli sindacati dei lavoratori tessili della Nuova Inghilterra e della Virginia e lavora come rappresentante legislativo dell'Unione a Washington. Nel 1937 va a lavorare per l'Unione dei lavoratori tessili d'America (TWUA), organizzando il sindacato nella Nuova Inghilterra. Nel 1939 è stata la prima donna ad essere eletta al comitato esecutivo della TWUA, rimanendo fino al 1946. È stata una fiduciaria TWUA dal 1947 al 1956. Nel 1955 entra a far parte del Consiglio di revisione del Dipartimento del Rhode Island di sicurezza del lavoro come membro rappresentante del Lavoro.
Nel 1976 viene intervistata dal National Endowment for the Humanities sulla scuola estiva Bryn Mawr, nel documentario The Women of Summer. Il documentario è stato pubblicato nel 1985 e ha vinto diversi premi.